# Pana
|  | Per a altres significats, vegeu «Pana (Illinois)». |

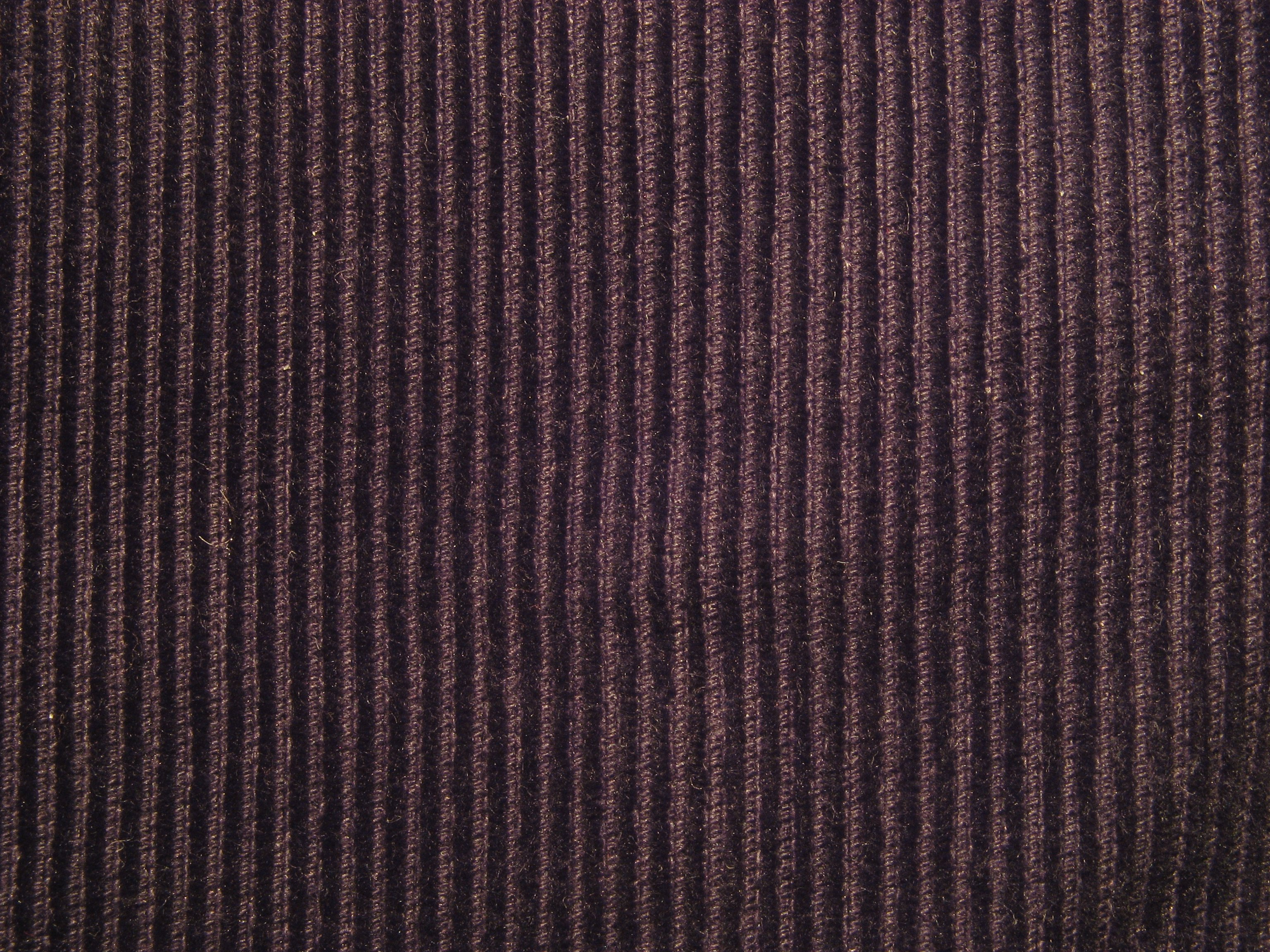
Pana de cotó.

La pana (del francès, panne) és un teixit gruixut, de tacte suau. Encara que la tela de pana pot ser llisa, en confecció se sol utilitzar amb estries (bastons) verticals de mida petita, però també poden ser una mica més gruixudes. Pel seu gruix se sol usar per a la confecció de peces de vestir d'hivern de tota classe, incloent pantalons, camises, i jaquetes. La tela també pot ser emprada per cobrir coixins, per a entapissar sofàs, com a material per a fer cortines... Es presenta de diferents colors.

## Nota
1. ↑  «Pana». Cercaterm.  TERMCAT, Centre de Terminologia.
2. ↑   Diccionario de Arte II (en castellà).  Barcelona: Biblioteca de Consulta Larousse. Spes Editorial SL (RBA), 2003, p.146. DL M-50.522-2002. ISBN 84-8332-391-5 [Consulta: 6 desembre 2014].